# اوبنینسک
اوبنینسک (به روسی: Обнинск) شهرستانی در استان کالوگا در روسیه، واقع در ۱۰۲ کیلومتری جنوب غرب مسکو، در طول خط راه آهن اصلی بین مسکو و کی‌یف است. جمعیت آن ۱۰۵،۷۰۶ را در سرشماری سال ۲۰۰۲ و ۱۰۰،۱۷۸ در سرشماری سال ۱۹۸۹ بود. اوبنینسک یکی از مهمترین شهرستانهای علمی روسیه است. اولین نیروگاه هسته‌ای در جهان در مقیاس بزرگ تولید برق در اینجا در ۱۹۵۴ ژوئن ۲۷ باز شد، و آن را نیز به عنوان پایه برای آموزش خدمه از اتحاد جماهیر شوروی در اولین زیردریایی هسته ای Komsomol Leninsk، یا K-۳ مورد استفاده قرار گرفت. در حال حاضر شهرستان تا دوازده صفحه اصلی موسسات تحقیقات علمی است. فعالیت‌های اصلی خود به مهندسی انرژی هسته‌ای، فناوری اشعه، رادیولوژی پزشکی و هواشناسی.
Obninsk برای برج هواشناسی خود که برای مطالعه گسترش پرتو از ایستگاه‌های هسته‌ای ساخته شده است، مشهور است.